# Le Petit Parrain
Le Petit Parrain (France) ou Bart le meurtrier (Québec) (Bart the Murderer) est le 4e épisode de la saison 3 de la série télévisée d'animation Les Simpson.

## Synopsis
Après une mauvaise journée d'école, le skateboard de Bart casse en pleine rue, et il tombe devant la porte d'un club mafieux. Ses membres l'engagent comme garçon à tout faire, ce qui ne plait guère à Marge. Les choses se compliquent pour Bart lorsque les mafiosi s'emparent d'un chargement de cigarettes et prennent Bart comme complice. À partir de là, Bart s'investit de plus en plus dans le business. Un jour, il révèle par inadvertance à Gros Tony, chef de la pègre, ses problèmes avec le proviseur Skinner et le lendemain, ce dernier disparaît. Bart se sent alors coupable et la police finit par arrêter la bande mafieuse, lui compris. Finalement, Skinner réapparaît, sa disparition n'étant pas due à la pègre mais à une suite d'accidents.

## Invités
- Neil Patrick Harris